# 东标勒维
东标勒维，是缅甸若開邦孟都县孟都镇区下辖的一个城镇。该地区有一处难民营。